# Maerivier (Lainiorivier)
De Maerivier (Zweeds: Maejoki) is een rivier die stroomt in de Zweedse  gemeente Kiruna. De rivier ontstaat uit een moerasgebied waar een aantal beken samenvloeit. De Maerivier stroomt zuid- en zuidwestwaarts door bos en moerassen. Ze stroom langs de 390 meter hoge Maejupukka en langs het meer Maejärvi van 16 hectare groot. Even later krijgt ze ook via een verbindingsriviertje water uit dat meer, voordat zij westwaarts de Lainiorivier in stroomt. De Maerivier is ruim 13 kilometer lang.
Afwatering: Maerivier → Lainiorivier → Torne → Botnische Golf